# フルトン郡 (アーカンソー州)
フルトン郡（英: Fulton County）は、アメリカ合衆国アーカンソー州の北部に位置する郡である。2010年国勢調査での人口は12,245人であり、2000年の11,642人から5.2%増加した。郡庁所在地はセイラム市（人口1,635人）であり、同郡で人口最大の都市はシャープ郡に跨るチェロキービレッジ市（人口4,671人）である。フルトン郡は1842年12月21日に設立され、郡名はアーカンソー準州最後の知事を務めたウィリアム・フルトンに因んで名付けられた。アルコールの販売が禁止される禁酒郡である。

## 地理
アメリカ合衆国国勢調査局に拠れば、郡域全面積は620.31平方マイル (1,606.6 km2)であり、このうち陸地618.16平方マイル (1,601.0 km2)、水域は2.16平方マイル (5.6 km2)で水域率は0.35%である。

### 主要高規格道路
- アメリカ国道62号線
- アメリカ国道63号線
- アメリカ国道412号線
- アメリカ国道62号線産業道路
- アーカンソー州道9号線
- アーカンソー州道87号線
- アーカンソー州道175号線
- アーカンソー州道223号線
- アーカンソー州道289号線
- アーカンソー州道395号線

### 隣接する郡
- オザーク郡 (ミズーリ州) - 北西
- ハウェル郡 (ミズーリ州) - 北
- オレゴン郡 (ミズーリ州) - 北東
- シャープ郡 - 東
- イザード郡 - 南
- バクスター郡 - 西

## 人口動態

人口ピラミッド

以下は2000年の国勢調査による人口統計データである。
| 基礎データ - 人口: 11,642人 - 世帯数: 4,810 世帯 - 家族数: 3,11 家族 - 人口密度: 7人/km2（19人/mi2） - 住居数: 5,973軒 - 住居密度: 4軒/km2（10軒/mi2） 人種別人口構成 - 白人: 97.67% - アフリカン・アメリカン: 0.20% - ネイティブ・アメリカン: 0.67% - アジア人: 0.21% - その他の人種: 0.06% - 混血: 1.19% - ヒスパニック・ラテン系: 0.53% 年齢別人口構成 - 18歳未満: 22.8% - 18-24歳: 6.4% - 25-44歳: 23.7% - 45-64歳: 27.0% - 65歳以上: 20.2% - 年齢の中央値: 43歳 - 性比（女性100人あたり男性の人口） - 総人口: 96.0 - 18歳以上: 93.1 | 世帯と家族（対世帯数） - 18歳未満の子供がいる: 27.4% - 結婚・同居している夫婦: 62.4% - 未婚・離婚・死別女性が世帯主: 7.8% - 非家族世帯: 27.0% - 単身世帯: 24.4% - 65歳以上の老人1人暮らし: 12.8% - 平均構成人数 - 世帯: 2.39人 - 家族: 2.83人 収入と家計 - 収入の中央値 - 世帯: 25,529米ドル - 家族: 29,952米ドル - 性別 - 男性: 22,213米ドル - 女性: 18,066米ドル - 人口1人あたり収入: 15,712米ドル - 貧困線以下 - 対人口: 16.3% - 対家族数: 12.7% - 18歳未満: 20.1% - 65歳以上: 12.7% |

## 都市と町
| - チェロキービレッジ - ホースシューベンド - マンモススプリング | - セイラム - 郡庁所在地 - ビオラ |

## 郡区
アーカンソー州の郡はさらに郡区に小区分されている。各郡区には未編入領域と、編入済み自治体がある。現代の郡区にはその維持目的が限られたものになっている。アメリカ合衆国国勢調査局は郡区を元に人口を集計している。また系図調査など歴史的な目的には価値がある。1つ以上の郡区に入っている町や都市は統計調査に基づいて扱われる。フルトン郡の郡区は下記リストの15区である。
| 郡区 | FIPSコード | 人口中心                             | 人口  | 人口密度 /km2 (/sq mi) | 陸地面積 km2 (sq mi) | 水域 km2 (sq mi) | 座標                                                                |
| --- | ---------- | ------------------------------------ | ----- | ---------------------- | -------------------- | ---------------- | ------------------------------------------------------------------- |
| アフトン | 90006      | ハーディ                             | 650   | 6.74（17.45）          | 96.48（37.252）      | 0.8676（0.335）  | 北緯36度22分46秒 西経91度30分15秒 / 北緯36.379508度 西経91.504051度 |
| ベントン | 90243      | セイラム                             | 2,564 | 16.64（43.10）         | 154.1（59.493）      | 0.1528（0.059）  | 北緯36度22分21秒 西経91度50分55秒 / 北緯36.372416度 西経91.848591度 |
| ビッグクリーク | 90258      |                                      | 428   | 4.95（12.82）          | 86.50（33.398）      | 1.992（0.769）   | 北緯36度20分00秒 西経92度06分42秒 / 北緯36.333345度 西経92.111645度 |
| クリーブランド | 90855      |                                      | 514   | 3.65（9.44）           | 141.0（54.450）      | 0.5879（0.227）  | 北緯36度18分05秒 西経92度00分53秒 / 北緯36.301335度 西経92.014618度 |
| フルトン | 91392      | ビオラ                               | 1,049 | 8.81（22.82）          | 119.1（45.968）      | 0.3807（0.147）  | 北緯36度23分20秒 西経91度59分45秒 / 北緯36.388875度 西経91.995757度 |
| マンモススプリング | 92361      | マンモススプリング                   | 2,035 | 15.58（40.35）         | 130.6（50.430）      | 0.3989（0.154）  | 北緯36度27分43秒 西経91度32分20秒 / 北緯36.461887度 西経91.538778度 |
| マウントカーム | 92619      |                                      | 207   | 3.0（7.78）            | 68.92（26.611）      | 0.04144（0.016） | 北緯36度28分33秒 西経91度59分16秒 / 北緯36.475816度 西経91.987814度 |
| マイアット | 92658      |                                      | 191   | 2.06（5.34）           | 92.63（35.766）      | 0.06734（0.026） | 北緯36度22分40秒 西経91度37分35秒 / 北緯36.377891度 西経91.626355度 |
| プレザントリッジ | 92922      | チェロキービレッジ、アッシュフラット | 1,926 | 13.68（35.42）         | 140.8（54.381）      | 0.8806（0.340）  | 北緯36度17分00秒 西経91度38分33秒 / 北緯36.283387度 西経91.642620度 |
| サウスフォーク | 93429      |                                      | 485   | 4.37（11.33）          | 110.9（42.805）      | 0.03626（0.014） | 北緯36度23分52秒 西経91度43分33秒 / 北緯36.397657度 西経91.725885度 |
| ストロベリー | 93498      | ホースシューベンド                   | 742   | 9.38（24.28）          | 79.14（30.558）      | 0.08547（0.033） | 北緯36度18分09秒 西経91度47分05秒 / 北緯36.302524度 西経91.784817度 |
| ユニオン | 93681      |                                      | 303   | 5.0（13.08）           | 59.98（23.158）      | 0.0（0）         | 北緯36度17分26秒 西経91度52分55秒 / 北緯36.290424度 西経91.882059度 |
| ビデット | 93798      |                                      | 467   | 3.74（9.70）           | 124.7（48.143）      | 0.0（0）         | 北緯36度26分44秒 西経92度06分01秒 / 北緯36.445552度 西経92.100286度 |
| ワシントン | 93909      |                                      | 406   | 3.88（10.05）          | 104.6（40.394）      | 0.03626（0.014） | 北緯36度27分50秒 西経91度51分57秒 / 北緯36.463799度 西経91.865792度 |
| ウィルソン | 94086      |                                      | 278   | 3.03（7.86）           | 91.65（35.387）      | 0.0（0）         | 北緯36度28分16秒 西経91度41分58秒 / 北緯36.471176度 西経91.699477度 |
| Source: “Census 2010 U.S. Gazetteer Files: County Subdivisions in Arkansas”. U.S. Census Bureau, Geography Division. 2011年4月11日時点のオリジナルよりアーカイブ。2012年8月4日閲覧。 Source: “Census 2010 U.S. Gazetteer Files”. U.S. Census Bureau, Geography Division. 2012年8月4日閲覧。 |            |                                      |       |                        |                      |                  |                                                                     |